# Mistrovství Evropy ve fotbale hráčů do 21 let 1982
Mistrovství Evropy ve fotbale hráčů do 21 let 1982 bylo třetím ročníkem tohoto turnaje. Vítězem se stala anglická fotbalová reprezentace do 21 let.

## Kvalifikace
Hlavní článek: Kvalifikace na Mistrovství Evropy ve fotbale hráčů do 21 let 1982
Celkem 26 týmů bylo rozlosováno do osmi skupin po třech, resp. čtyřech týmech. Ve skupinách se utkal každý s každým doma a venku. Vítězové skupin následně postoupili do vyřazovací fáze hrané systémem doma a venku.

## Vyřazovací fáze

### Čtvrtfinále
| Domácí v 1. zápase | Celkem | Hosté v 1. zápase | 1. zápas | 2. zápas |
| ------------------ | ------ | ----------------- | -------- | -------- |
| Itálie             | 0:1    | Skotsko           | 0:1      | 0:0      |
| Španělsko          | 1:2    | SRN               | 1:0      | 0:2      |
| Francie            | 2:4    | Sovětský svaz     | 0:0      | 2:4      |
| Polsko             | 3:4    | Anglie            | 1:2      | 2:2      |

### Semifinále
| Domácí v 1. zápase | Celkem | Hosté v 1. zápase | 1. zápas | 2. zápas |
| ------------------ | ------ | ----------------- | -------- | -------- |
| Skotsko            | 1:2    | Anglie            | 0:1      | 1:1      |
| Sovětský svaz      | 3:9    | SRN               | 3:4      | 0:5      |

### Finále
| Domácí v 1. zápase | Celkem | Hosté v 1. zápase | 1. zápas | 2. zápas |
| ------------------ | ------ | ----------------- | -------- | -------- |
| Anglie             | 5:4    | SRN               | 3:1      | 2:3      |